# Tipula (Eumicrotipula) lanigera
Tipula (Eumicrotipula) lanigera is een tweevleugelige uit de familie langpootmuggen (Tipulidae). De soort komt voor in het Neotropisch gebied.